# Tània Sàrrias
Tània Sàrrias (Barcelona, 1975) és una actriu i presentadora de televisió catalana.
Va començar a estudiar periodisme, però ho va deixar per a fer interpretació i es va llicenciar en art dramàtic a l'Institut del Teatre de Barcelona.

## Trajectòria professional
Es va fer coneguda amb el programa musical Sputnik del Canal 33, que presentava juntament amb Bruno Sokolowicz. Posteriorment va col·laborar a La columna i a Las cerezas, ambdós programes amb Júlia Otero. L'any 2005, després de treballar a Tr3s D amb Ramon Pellicer, amb qui havia presentat també les campanades de la nit de cap d'any de 1999, va començar al Tvist de TV3, on es va mantenir fins al 2010.
A partir de l'any 2006 va començar a compaginar més sovint la seva carrera de presentadora amb la d'actriu, formant part del repartiment de la sèrie Mar de fons. També ha participat en el telefilm Gàbies d'or, les pel·lícules Reflections i Ens veiem demà, i les sèries Ventdelplà i Gran Nord.
L'abril de 2010 va passar a ser una de les tres presentadores del programa de televisió Caiga quien caiga, a la seva etapa a Cuatro, fins que el programa va deixar d'emetre's a finals del juliol d'aquell mateix any.

## Filmografia

### Presentadora
- 1999-2000: Sputnik (Canal 33), amb Bruno Sokolowicz
- 2000-2004: La columna (TV3), amb Júlia Otero
- 2004-2005: Las cerezas (TVE1), amb Júlia Otero
- 2005: Tr3s D (TV3), amb Ramon Pellicer
- 2005-2010: Tvist (TV3)
- 2010: Caiga quien caiga (Cuatro), amb Sílvia Abril i Ana Milán

### Actriu
- 1995: Joc de rol (telefilm), de Roberto Bodegas
- 2000: Plats bruts (sèrie; 1 episodi)
- 2006-2007: Mar de fons (sèrie)[9]
- 2007: Gàbies d'or (telefilm), d'Antoni Ribas
- 2008: Reflections (pel·lícula), de Bryan Goeres
- 2009: Ventdelplà (sèrie; 2 episodis)
- 2009: Ens veiem demà (pel·lícula), de Xavier Berraondo
- 2010: Rhesus (sèrie; 2 episodis)
- 2012: Psychophony (pel·lícula), de Xavier Berraondo
- 2013: Gran Nord (sèrie; 2 episodis)
- 2014: El príncipe (sèrie; 4 episodis)
- 2019: Com si fos ahir (sèrie; 4 episodis)